# Sidi Bousber (kommun)
Sidi Bousber (franska: Sidi Bousber (CR), Sidi Bousber (Commune Rurale), arabiska: سيدي بطاش) är en kommun i Marocko.   Den ligger i provinsen Ouezzane och regionen Tanger-Tétouan-Al Hoceïma, i den nordöstra delen av landet, 150 km öster om huvudstaden Rabat. Antalet invånare är 11 260.